# キュンツェルスアウ
キュンツェルスアウ (ドイツ語: Künzelsau, ドイツ語発音: [ˈkʏnt͜s̩ls|a͜u]) は、ドイツ連邦共和国バーデン＝ヴュルテンベルク州ホーエンローエ郡の郡庁所在地。

## 地理
キュンツェルスアウは、ハイルブロンの東約40km、ネッカー川支流のコッハー川下流沿いの標高210mから435mに位置する。この都市は、エーリンゲンに次ぐホーエンローエ郡で2番目に大きな都市であり、同郡の郡庁所在地である。
ホーエンローエ郡は、1973年1月1日にそれまでのキュンツェルスアウ郡(KÜN)とエーリンゲン郡(ÖHR)が合併して成立した。合併後はキュンツェルスアウが新しい郡の郡庁所在地となり、ナンバープレートはKÜNが採用された。キュンツェルスアウは、シュトゥットガルト行政管区内ハイルブロン＝フランケン地域連合7つある中心都市の一つである。

### 地区
首邑であるキュンツェルスアウは谷間（海抜218m）に位置する。その他の地区はこれよりも高い場所に位置する。アムリッヒスハウゼン(401m)、ベルゼンベルク(256m)、ガイスバッハ(381m)、ガルンベルク(404m)、コッハーシュテルン(254m)、ラスバッハ（モイスドルフ地区を含む。435m）、モルスバッハ(223m)、ニッツェンハウゼン(431m)、オーレンバッハ(430m)、シュタインバッハ(412m)。すべての市区を含めた市域全体の面積は、75.17 km²である。

## 歴史

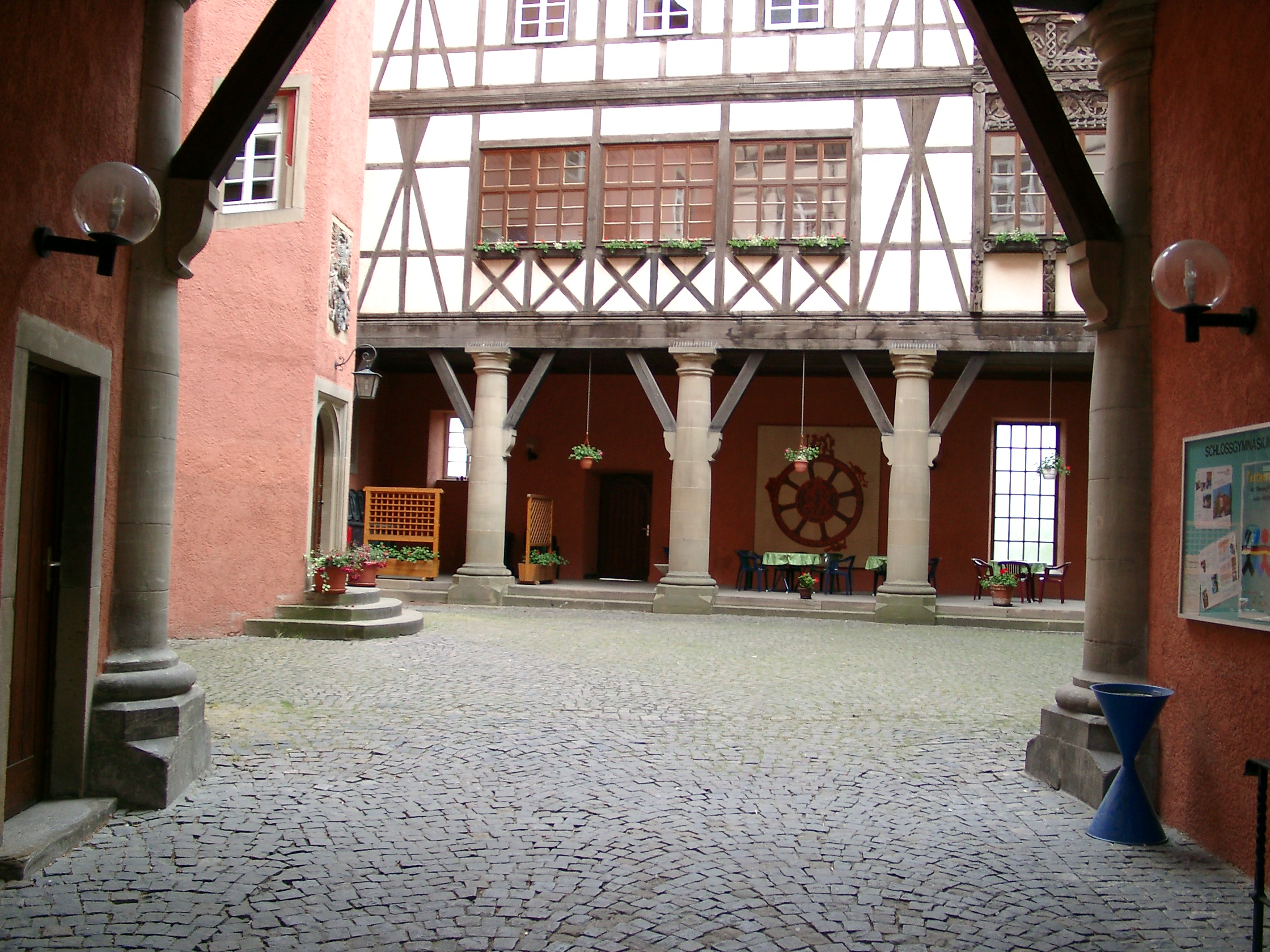
キュンツェルスアウ城の中庭

キュンツェルスアウが初めて文献で言及されるのは、1098年である。1802年までこの都市は、何度も領主を替えながら共同統治都市であり続けた。1806年にキュンツェルスアウは、ホーエンローエ家の所領とともにヴュルテンベルク王国領となった。1811年にキュンツェルスアウは同名のオーバーアムト（上級地方行政官庁、1938年からキュンツェルスアウ郡）の所在地となった。1892年キュンツェルスアウ駅が設けられた。1898年にはキュンツェルスアウとメルゲントハイムの間に郵政省管轄のバス路線が開通した。1948年、ドイツで初めてジーンズの製造を行ったL. Hermann Kleiderfabrik社（現在のMustang-Bekleidungswerke GmbH. + Co. KG）が開業した。1973年の郡の再編により、旧キュンツェルスアウ郡と、旧エーリンゲン郡および旧ブーヒェン郡の一部を併せて成立した新しいホーエンローエ郡の郡庁所在地となった。

### 宗教
キュンツェルスアウは、1556年に宗教改革がなされた。それ以来、この都市ではプロテスタントが優勢である。

### 人口推移
- 1800年: 2,000人
- 1830年: 2,500人
- 1910年: 3,067人
- 1939年: 3,950人
- 1951年: 5,250人
- 1960年: 7,605人
- 1981年: 11,565人
- 1998年: 14,125人
- 2000年: 14,819人
- 2005年: 15,032人

### 市町村合併
- 1912年4月1日: ガルンベルク
- 1937年10月1日: ナーゲルスベルク
- 1972年1月1日: アムリッヒスハウゼン、ベルゼンベルク、コッハーシュテッテン、ラスバッハ、ニッツェンハウゼン、シュタインバッハ
- 1972年4月1日: ガイスバッハ
- 1973年1月1日: モルスバッハ
- 1977年1月1日: ゾンホーフェン

## 行政

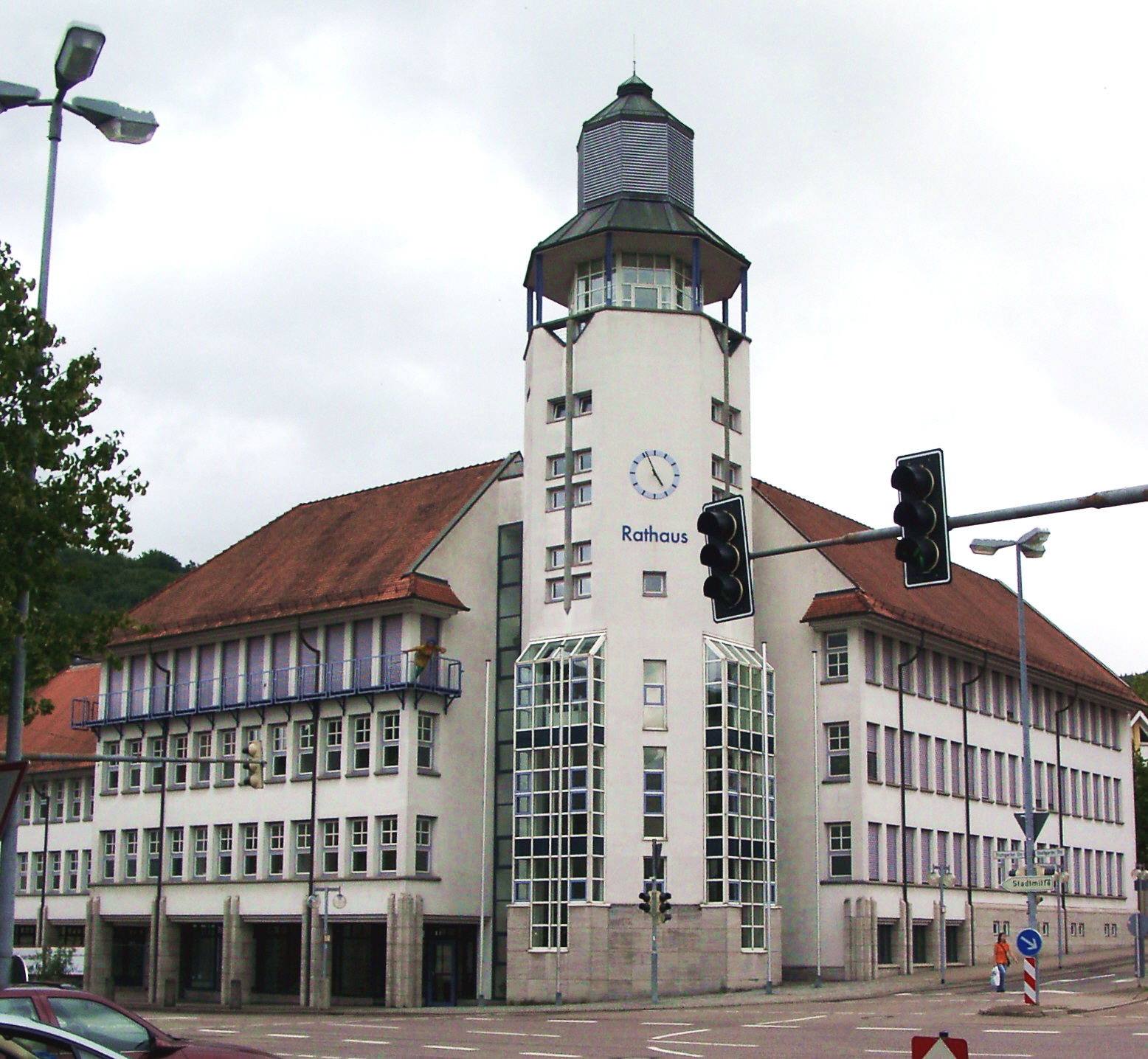
現在のラートハウス（市庁舎）

### 市議会
キュンツェルスアウの市議会は、34議席からなる。

### 姉妹都市
- Marcali （ハンガリー）1992年

## 経済と社会資本

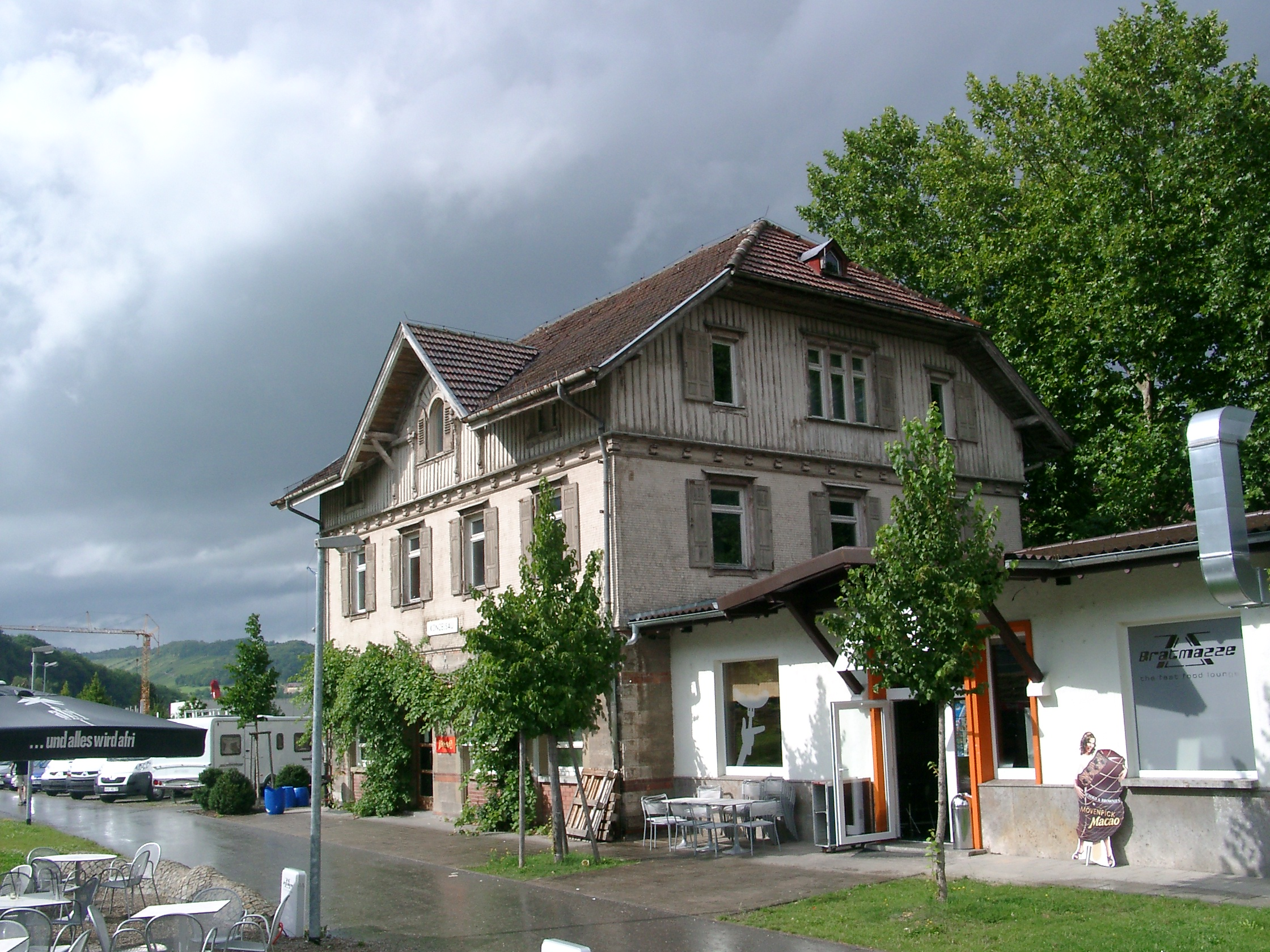
旧キュンツェルスアウ駅の駅舎

### 交通
1981年に旅客運行が停止されたコッハータール鉄道は、1991年には貨物運行も停止された。旧鉄道路線跡は大部分が舗装され自転車道として利用されている。キュンツェルスアウには、ホーエンローエ平地（台地）の高台に拓けた住宅地ターレッカー居住区とコッハー川の渓谷に位置する市中心部とを結ぶケーブルカー（全長1,034m、標高差170m）がある。

### 地元企業
- ウルト、固定金具（ネジなど）
- Albert Berner GmbH、工具・工作材料
- Mustang-Bekleidungswerke GmbH. + Co. KG、ジーンズ
- P+V GmbH、精密工作
- STAHL CraneSystems GmbH、クレーン
- Ziehl-Abegg AG、モーター、換気システム

### ワイン製造
キュンツェルスアウ周辺にはわずかにブドウ畑がある。ここはヤクスト＝コッハー＝タウバー地方のコッハーベルク大地区に属す。ベルゼンベルク地区の畑はハイリヒ・クロイツ地区に属す。

### 裁判所、公共機関
キュンツェルスアウには、シュトゥットガルト上級地方裁判所ハイルブロン地方裁判所管区に属する区裁判所がある。
また、この都市は、プロテスタントのヴュルテンベルク地方教会キュンツェルスアウ教区およびカトリックのロッテンブルク＝シュトゥットガルト司教区ホーエンローエ司祭区の本部所在地である。

### スポーツ、レジャー施設
コッハー川沿いにバーデン＝ヴュルテンベルク屋外流水プールがある。この他にスポーツ施設としては、サッカー場、テニスコート、屋内テニス場、スポーツスタジオ『イム・プリュプリング』がある。キュンツェルスアウの南の高台に位置するタールエッカー住宅地にはトリム運動用の小径や森林学習路が整備されている。

## 文化と見所

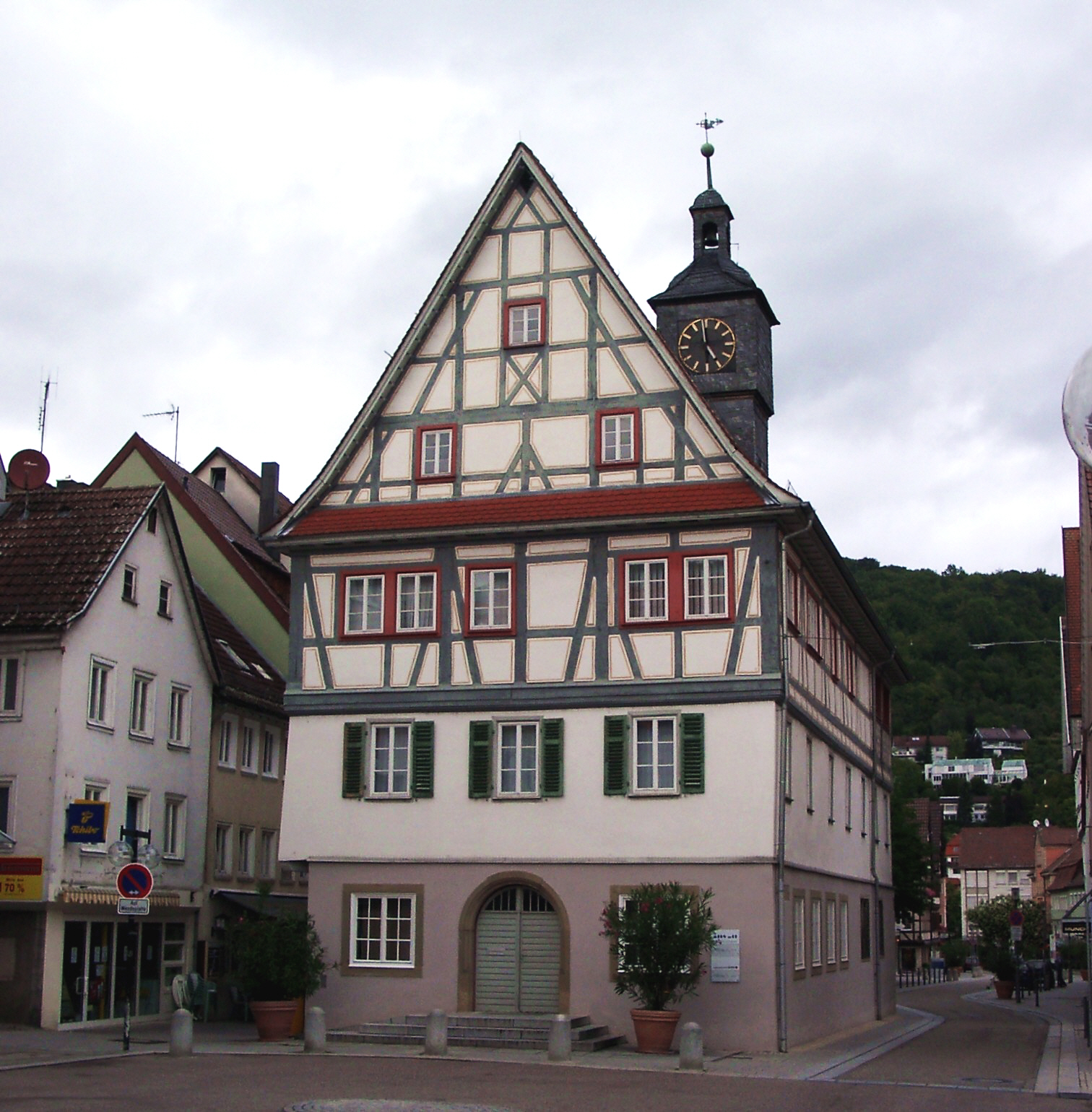
旧市役所

### 博物館
ガイスバッハ地区のヴュルト博物館および市中心部のヒルシュヴィルツショイアーは、同時代の芸術を展示している。Mustang-Bekleidungswerke GmbH. + Co. KG社は、2007年に操業75周年事業として、創業者の家を "Museum für die Zukunft"（『未来への博物館』）としてオープンさせた。

## 人物

### 出身者
- ヨハン・ハインリヒ・シューレ（1720年 - 1811年）綿織物工場主、発明家
- アウグスト・ベイヤー（1834年 - 1899年）ウルムの聖堂の建築家
- カロリーネ・ブライティンガー（1851年 - 1932年）ヴュルテンベルクで最初の女医、女性解放運動の先駆者
- ゲオルク・ヴァグナー（1885年 - 1972年）地学者
- エーベルハルト・ギンガー（1951年 - ）鉄棒の元世界チャンピオン。政治家。連邦議会議員。

### ゆかりの人物
- ヘルマン・レンツ（1913年 - 1998年）作家。キュンツェルスアウで育った。

## 引用
1. ↑  Statistisches Landesamt Baden-Württemberg – Bevölkerung nach Nationalität und Geschlecht am 31. Dezember 2023 (CSV-Datei)

## 文献（抄）
- Beschreibung des Oberamts Künzelsau. Stuttgart: W. Kohlhammer, 1883. (Reprint: Magstadt: Horst Bissinger, 1969)
- Georg Himmelheber: Die Kunstdenkmäler des ehemaligen Oberamts Künzelsau. Stuttgart: Deutsche Verlags-Anstalt, o.J. 1962. Nachdruck: Frankfurt/Main: Weidlich, 1983
- Stefan Kraut: Damals in Künzelsau. Ansichten vergangener Tage. Horb a.N.: Geiger, 1991
- Werner Nowak: Die Ganerbschaft Künzelsau. Gesch. Organisation und Bedeutung. Plochingen a. N.: Schorndorfer, o.J. [1966]
- Jürgen Hermann Rauser: Künzelsauer Heimatbuch. Erstes Buch: Stadtgeschichte, Künzelsau 1981. Zweites Buch: Dörfergeschichte, Künzelsau 1984

（これらの文献はドイツ語版の文献として挙げられていたものであり、日本語版作成に際し直接参照してはおりません。)